# Hoplunnis macrura
Hoplunnis macrura is een straalvinnige vissensoort uit de familie van toveralen (Nettastomatidae). De wetenschappelijke naam van de soort is voor het eerst geldig gepubliceerd in 1951 door Ginsburg.